# 田中線
田中線，為興建中由臺灣鐵路公司經營之客運支線。從縱貫線田中車站分歧，作為高鐵彰化站的連絡線。於2025年1月11日動土，工程暫定2031年完工。

## 路線資料
- 經營管轄：臺灣鐵路公司
- 路線距離：田中＝新田中
- 軌距：1067 毫米
- 車站數：2（含起訖車站）
- 雙線區間：單線（預留雙線）[2]
- 電化區間：全線非電化（預留電桿基座）[2]
- 全線高架

## 運行形態
預計搭配臺灣高鐵列車班次，每小時一班列車。

## 簡介
為了增加高鐵彰化站聯外交通選項，規劃從社頭分歧新支線、田中分歧新支線、縱貫線新設招呼站並與公路接駁3案中，選定由田中分歧。

## 歷史
2019年9月27日，行政院核定「高鐵彰化站至臺鐵田中站轉乘接駁計畫」可行性研究。11月26日，開標綜合規劃。
2022年當地民進黨立委陳素月與彰化縣政府爭取前瞻基礎建設經費獲准核定執行，先進行地方說明會，由交通部鐵道局代辦規劃。2024年5月16日，交通部同意基本設計成果，同年10月進行先期工程（既有田中車站裝修）公告招標。2025年1月11日正式開工，目前預定2031年完工。

## 外部連結
- 臺鐵公司
- 交通部鐵道局
- 交通部前瞻基礎建設軌道建設綜合規畫已核定計畫 （页面存档备份，存于）